# Республиканская партия Албании
Республиканская партия Албании (алб. Partia Republikane e Shqipërisë) — албанская правая политическая партия. Основана в 1991 известным писателем-диссидентом Сабри Годо. Стоит на позициях национал-консерватизма и антикоммунизма. Выступает в политическом союзе с Демократической партией Албании. По результатам выборов 2017 в парламенте не представлена.

## Организация и идеология
В декабре 1990 антикоммунистические массовые протесты вынудили руководство правящей Албанской партии труда (АПТ) согласиться на многопартийную систему. Началось интенсивное создание новых политических партий. 10 января 1991 была учреждена Республиканская партия Албании (PRSh, РПА).
Инициатором создания РПА выступил известный писатель Сабри Годо, автор популярных исторических романов. При ходжаизме Годо не подвергался прямым репрессиям, но в силу «политически неблагонадёжных» семейных связей и литературных «отступлений от соцреализма» находился под наблюдением госбезопасности, проходил процедуры «идеологического перевоспитания». Вокруг него консолидировались радикальные правые антикоммунисты, непримиримо враждебные к АПТ и Социалистической партии Албании (СПА), которую республиканцы считали группировкой наследников Ходжи.
Идеология партии явствовала из названия: РПА ориентировалась на Республиканскую партию США, которая в то время ассоциировалась прежде всего с рейганизмом. Организационное и политическое содействие оказали представители Итальянской республиканской партии. Доктрина РПА основывалась на национал-консерватизме, экономическом либерализме и республиканизме в албанской традиции Фана Ноли. Ключевую роль в определении идеологии и политического курса партии играл Сабри Годо. (Некоторое время заместителем Годо в РПА был Зеф Бушати, впоследствии возглавивший Христианско-демократическую партию Албании.)

## Результаты на выборах
В первых многопартийных выборах 1991 недавно созданная РПА не принимала организованного участия.
На парламентских выборах 1992 за РПА проголосовали более 52 тысяч избирателей — почти 3 %. Партия получила 1 мандат в 140-местном парламенте — Народном собрании.
На выборах 1996 РПА достигла относительного успеха: 94,5 тысячи голосов — 5,7 %, 3 парламентских мандата.
Досрочные выборы 1997 обозначили спад поддержки РПА: около 30 тысяч голосов — менее 2,5 %, 1 мандат из 155.
К выборам 2001 РПА шла в коалиции Союз за победу под эгидой Демократической партии Албании (ДПА). Наряду с ДПА и РПА, в блок входили албанские либерал-демократы, монархисты и националисты. Коалиция получила почти 500 тысяч голосов — 37 % и 46 мандатов из 140, однако уступила СПА.
На выборах 2005, благодаря предвыборным договорённостям с ДПА, республиканцы достигли максимального успеха: 272 тысячи голосов — 20 %, 11 мандатов. На несколько лет РПА стала третьей партией Албании (после ДПА и СПА). Республиканцы вошли в правительственную коалицию с правящими демократами.
На выборах 2009 РПА выступала в коалиции Альянс за перемены под эгидой ДПА. За республиканцев проголосовали почти 32 тысячи избирателей — более 2 %, 1 мандат.
На выборах 2013 РПА вновь выступала в коалиции, где доминировала ДПА — Альянс за развитие, процветание и интеграцию. Республиканцев поддержали свыше 52 тысяч избирателей — более 3 %. Партийное представительство в парламенте возросло до 3 депутатов.
Выборы 2017 стали наименее удачными для РПА: немногим более 3 тысяч голосов — 0,2 % и ни одного парламентского мандата.

## Политический курс
Основатель РПА Сабри Годо был авторитетным и влиятельным политиком. Но его партия оставалась не очень популярной, хотя сформировала действенную оргструктуру и имела свой устойчивый электорат. Политическим представителем правой части албанского общества с конца 1990 года является ДПА. Другие партии консервативного, националистического, праволиберального направления находят себе нишу в качестве младших партнёров и союзников ДПА.
В 1998 Сабри Годо оставил председательский пост в партии и перешёл в статус почётного лидера (скончался в 2011). Новым председателем РПА стал инженер-нефтяник Фатмир Медиу. При его руководстве в политике РПА усилились националистические мотивы за счёт социального консерватизма, характерного для Годо. Кроме того, Медиу занял более проевропейскую и проНАТОвскую позицию, нежели евроскептичный основатель партии.
В 2005, после победы правой коалиции на парламентских выборах, Медиу стал министром обороны в правительстве лидера ДПА Сали Бериши. С 2009 по 2013 Медиу возглавлял в кабинете Бериши министерство окружающей среды, лесного и водного хозяйства. На период его руководства пришлись такие события, как взрыв боеприпасов в селении Гердеци (2008) и наводнения в северо-западных районах (2009/2010). Министр обвинялся в преступной халатности. Расследование не подтвердило обвинений, однако эти факторы способствовали снижению популярности РПА.
В 2019 РПА участвовала в массовых уличных протестах против социалистического правительства Эди Рамы. Фатмир Медиу привлекался к консультациям по политическому урегулированию.
Республиканская партия Албании имеет международные связи, состоит в Альянсе европейских консерваторов и реформистов. В декабре 2019 Фатмир Медиу от имени РПА выступил в поддержку протестного движения в Иране и Национального совета сопротивления во главе с Мирьям Раджави.